# Desaparecidos durante a ditadura argentina
Desaparecidos durante a ditadura argentina são as pessoas que foram vítimas do crime de desaparecimento forçado durante a ditadura militar na Argentina (1976-1983).

## Definição
A Convenção Interamericana sobre Desaparecimento Forçado de Personas , assinada em 1994, considera-o como um delito de lesa humanidade imprescritível e define-o do seguinte jeito:
| “ | É considerado desaparecimento forçado a privação da liberdade a uma ou mais pessoas, seja como for a sua forma, cometida por agentes do Estado ou por pessoas ou grupos de pessoas que atuem com a autorização, o apóio ou a aquiescência do Estado, seguida da falta de informação ou da negativa a reconhecer dita privação de liberdade ou de informar sobre o paradeiro da pessoa, com o qual é impedido o exercício dos recursos legais e das garantias processais pertinentes. | ” |

## Contexto
Nos anos do autodenominado "Processo de Reorganização Nacional" (1976-1983), a ditadura argentina formada pela junta militar impulsionou a persecução, o sequestro e o assassinato de maneira secreta de pessoas por motivos políticos e religiosos no quadro da que é conhecida como Guerra suja na Argentina. Essas práticas eram comuns em todas as ditaduras da América Latina, enquadradas na Operação Condor na América do Sul e na Operação Charly na América Central.
A razão de que um Estado totalitário recorra a este método é o efeito da supressão de tudo direito: a não existência de corpo do delito garante a impunidade, o desconhecimento impede os familiares e a sociedade realizar ações legais, infunde terror nas vítimas e na sociedade, e mantém divididos os cidadãos frente ao Estado. O desaparecimento torna o opositor num homo sacer, é dizer a algumas pessoas que podem ser assassinadas impunemente (Giorgio Agamben,1998).
A tática militar de fazer desaparecer os opositores é um método repressivo baseado primariamente na produção de "desconhecimento". Portanto, saber que passou, recuperar a memória e exigir a verdade, tornaram-se os chamados principais das vítimas e das organizações de direitos humanos. Uma das consignas que reflete esta preocupação, cantada nas marchas de protesto contra a ditadura militar, dizia: "Os desaparecidos, que digam onde estão!!"
O "desaparecimento" de pessoas gera uma situação de agravamento da repressão e as feridas, devido às dificuldades para os familiares de "dar por mortos" os seus seres queridos, e eventualmente dar por finalizada a procura dos seus restos e a pesquisa do que realmente  aconteceu.
O desaparecimento de pessoas como método repressivo foi introduzida na Argentina pela escola militar francesa desde os últimos anos da década de 1950, transmitindo as táticas militares que utilizaram e aperfeiçoaram durante a guerra da independência da Argélia. A partir da década de 1960 generalizou-se através da Escola das Américas.

## A influência do "Decreto de Noite e Névoa" de Hitler
O sistema de desaparecimento de pessoas foi racionalizado pela primeira vez pelo nazismo, a partir do Decreto Noite e Névoa (Decreto Nacht und Nebel) de Hitler, de 7 de Dezembro de 1941, cujo texto foi reconstruído pelo Tribunal de Nuremberg. Os ideólogos do nazismo sustinham que o Decreto dava início a uma "inovação básica" na organização do Estado: o sistema de desaparecimentos forçados.
A ordem básica do "Decreto de Noite e Névoa" de Hitler era:
| “ | Os atos de resistência populacional civil nos países ocupados somente serão castigados por uma corte marcial, quando: a) houver certeza de que será aplicada a pena de morte e, b) quando a sentença for pronunciada dentro dos oito dias posteriores ao arresto. | ” |

Segundo palavras textuais de Hitler, o restante dos opositores deviam ser detidos durante "a noite e a névoa" (pelo Decreto Nacht und Nebel) e levados clandestinamente para a Alemanha Nazi sem dar outra informação além do fato da sua detenção.
Entre os fundamentos do Decreto explica-se que:
| “ | O efeito de dissuasão destas medidas… radica em que: a) permite o desaparecimento dos acusados sem deixar rasto e, b) que nenhuma informação pode ser difundida a respeito do seu paradeiro ou destino. | ” |

O texto reconstruído precisa que:
| “ | Uma intimidação efetiva e duradoura apenas é lograda por penas de morte ou por medidas que mantenham as familiares e a população na incerteza sobre a sorte do réu” e "pela mesma razão, a entrega do corpo para o seu enterro no seu lugar de origem, não é aconselhável, porque o lugar do enterro poderá ser utilizado para manifestações… Através da disseminação de tal terror toda disposição de resistência entre o povo, será eliminada. | ” |

As técnicas nazis do terrorismo de Estado, processadas através da doutrina da contra-insurgência foram aprendidas pelos militares argentinos em primeiro lugar através da escola francesa que estava instalada como corpo docente permanente do a Escola Superior de Guerra da Argentina, desde fins da década de 1950 e logo da Escola das Américas.
Um caminhoneiro, testemunha dos voos da morte, declarou que perguntou a um militar sobre o destino dos cadáveres que trazia, e este respondeu: “Vão para a névoa de nenhures”.

## Prática do desaparecimento forçado de pessoas
O próprio general Videla argumentava em uma reportagem realizada pela jornalista María Seoane:
| “ | Não, não se podia fuzilar. Coloquemos um número, ponhamos cinco mil. A sociedade argentina, mutável, traiçoeira, não teria apoiado os fuzilamentos: ontem dois em Buenos Ares, hoje seis em Córdoba, manhã quatro em Rosário, e assim até cinco mil, 10 mil, 30 mil. Não havia outra maneira. Era preciso que desaparecessem. É o que ensinavam os manuais da repressão na Argélia, no Vietname. Estivemos todos de acordo. Dar a conhecer onde estão os restos? Mas que é o que podíamos assinalar? O mar, o Rio da Prata, o Regato? Pensou-se, no seu momento, fazer a conhecer as listas. Mas depois concebeu-se: se se dão por mortos, de seguida vêm as perguntas que não podem ser respondidas: quem matou, onde, como. | ” |

Dizia o general Videla na televisão norte-americana a 14 de Setembro de 1977:
| “ | Devemos aceitar como uma realidade que na Argentina há pessoas desaparecidas. O problema não está em assegurarmos ou negar essa realidade, senão em saber as razões pelas quais estas pessoas desapareceram. Há várias razões essenciais: desapareceram por passar à clandestinidade e somar-se à subversão; desapareceram porque a subversão as eliminou por as considerar traidoras à sua causa; desapareceram porque num confronto, onde houve incêndios e explosões, o cadáver foi mutilado até resultar irreconhecível. E aceito que pode haver desaparecidos por excessos cometidos durante a repressão. Esta é a nossa responsabilidade; as outras alternativas não as governamos nós. E é por esta última pela qual nos fazemos responsáveis: o governo pôs o seu maior esforço para evitar que esses casos possam ocorrer novamente | ” |

Existe também uma histórica declaração de Videla, transcrita por Clarín a 14 de Dezembro de 1979:.
| “ | Que é um desaparecido? Enquanto este como tal, é uma incógnita o desaparecido. Se reaparecesse, teria um tratamento X, e se o desaparecimento se tornar na certeza do seu falecimento teria um tratamento Z. Mas enquanto seja desaparecido não pode ter nenhum tratamento especial, é uma incógnita, é um desaparecido, não tem entidade, não está, nem morto nem vivo, está desaparecido. (ouvir gravação) | ” |

Os operativos de detenção eram realizados habitualmente por militares ou paramilitares fortemente armados que se movimentavam em automóveis em grupos dentre quatro ou cinco pessoas. Previamente, acordavam com as forças de segurança a libertação da zona onde iam agir. Prendiam as vítimas na rua, nos bares, cinemas, nas suas casas ou no lugar onde se encontrassem nesse momento.
Uma vez detidos eram deslocados para um centro clandestino de detenção (estima-se que funcionaram até 610) onde eram interrogados num regime de tortura sistemática. Finalmente, na maioria dos casos, foram assassinados e os seus corpos feitos desaparecer mediante os denominados voos da morte, sepultados em valas comuns, ou como N.N.
Durante os primeiros anos, se bem que os meios pactuaram não dar informação sobre o que estava acontecendo, às vezes publicavam-se notícias sobre a detenção de pessoas ou a aparição de cadáveres.
| “ | Teriam sido seqüestradas três pessoas na cidade de Luján. Além disso, seriam violados os domicílios do advogado Raúl Castro e do estudante José Luis Caldú. Os fatos teriam ocorrido dentre as 21 da Terça-Feira e as 3 da Quarta-feira por um grupo dentre 10 e 12 desconhecidos que se identificaram como integrantes de um comando. | ” |

| “ | Aparecem três corpos na costa uruguaia do Rio da Prata, frente à cidade de Juan Lacaze. Estavam atados de pés e mãos e com signos de terem sido torturados e batidos. Acharam-se 17 desde a 22 de Abril, geralmente mutilados e despidos. | ” |

| “ | É seqüestrada uma jovem frente à Faculdade de Ciências Médicas da Plata, quando se encontrava com outras muitas pessoas aguardando o microônibus no ponto de ônibus de “Paseo del Bosque”. Nessa oportunidade desceram de um automóvel Torino três dos seus quatro ocupantes, que colheram a garota. Esta começou a dar gritos de auxílio e conseguiu agarrar-se a uma coluna de iluminação pública. Vários dos que presenciavam a cena ofereceram intervir, frente do qual os três seqüestradores amedrentaram-nos, extraindo armas de fogo e efetuando vários tiros ao ar. Seguidamente introduziram a garota no veículo e partiram velozmente. No lugar, segundo alguns testemunhas, caiu a um dos seqüestradores uma credencial de suboficial da polícia, que posteriormente foi entregado às autoridades para a verificação da sua autenticidade. | ” |

As detenções levavam-nas a cabo as forças militares e policiais, às vezes com colaboração ativa de funcionários públicos civis ou das autoridades das empresas, colégios ou universidades às que pertenciam as vítimas. Nenhum organismo brindava informação sobre o paradeiro das vítimas aos familiares. Os juízes não davam curso aos habeas corpus apresentados e em muitos casos, os advogados que apresentavam esses recursos resultavam eles mesmos desaparecidos.

## Número de vítimas

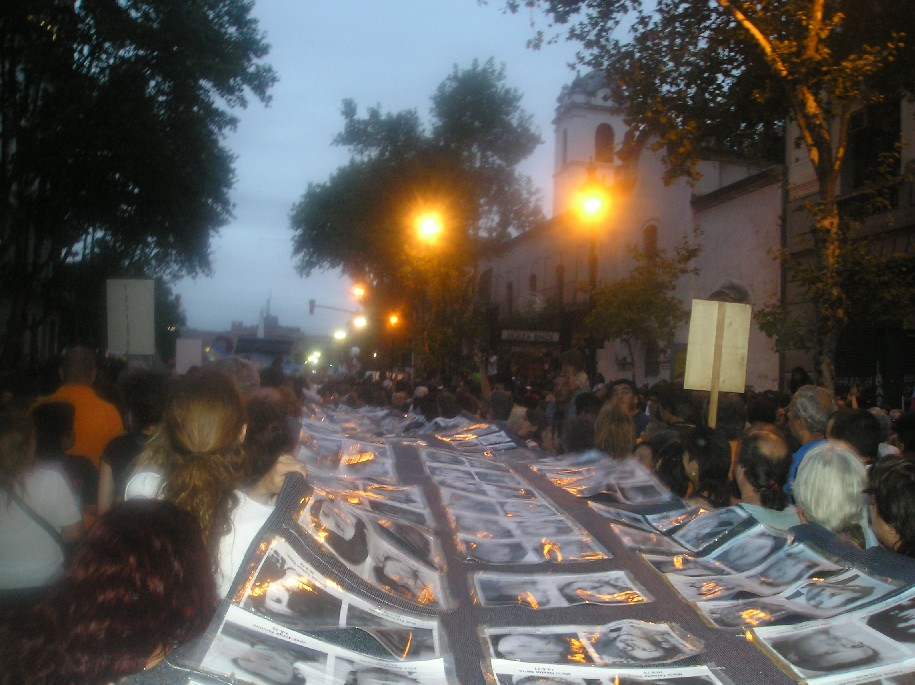
Marcha com fotos de desaparecidos durante o trigésimo aniversário do golpe de Estado de 1976.

Segundo a CONADEP (Comissão Nacional sobre o Desaparecimento de Pessoas), criada no final da ditadura pelo governo constitucional de Raúl Alfonsín, o número de desaparecidos —de acordo à quantidade de denúncias judiciárias apresentadas por vítimas e familiares— rondaria as 9.000 pessoas , mas grupos defensores dos direitos humanos como as Mães da Praça de Maio e o Serviço Paz e Justiça, estimam que houve 30 000 desaparecidos. Um informe da inteligência chilena estimava o número de desaparecidos em 22.000 pessoas em 1978, segundo um informe dos EEUU . Até 2003 a Secretaria de Direitos Humanos da Nação Argentina tinha registrados 13.000 casos .
O Informe da Comissão Nacional sobre o Desaparecimento de Personas", CONADEP, deu ao manifesto que a maioria das vítimas eram jovens menores de 35 anos, de profissão operário ou estudante, e que foram detidos preferentemente no seu domicílio à noite.

## Processos judiciários no exterior
Durante mais de 25 anos as leis de impunidade, como as de Obediência Devida e Ponto final impediam na Argentina levar ante os tribunais penais os acusados de delitos de sequestros, desaparecimento forçado, torturas, assassinatos nos anos da ditadura militar. Por este motivo, os organismos de direitos humanos e de familiares dos desaparecidos buscaram ajuda no exterior, para atingir a verdade e a justiça. De 1985 abriram-se processos judiciários na Itália, pelos cidadãos de origem italiana desaparecidos na Argentina. O primeiro juízo concluiu em Roma a 6 de Dezembro de 2000 com a condena a cadeia perpétua dos generais Carlos Guillermo Suárez Mason e Omar Riveros. Nesse julgamento o Tribunal de Roma também condenou a 24 anos de cárcere a Juan Carlos Gerardi, José Luis Porchetto, Alejandro Puertas, Héctor Oscar Maldonado e Roberto Julio Rossin, culpáveis do delito de homicídio no caso de Martino Mastinu.
Também teve lugar na França um juízo contra a ditadura argentina, pelo sequestro e assassinato de duas monjas cidadãs desse país. Neste juízo o Tenente de Fragata Alfredo Astiz, de alcunho "Anjo da Morte", foi condenado a prisão perpétua. Anos depois também se apresentaram denúncias penais contra membros da ditadura militar Argentina na Espanha, Alemanha, Suíça e Suécia. Na Espanha os juízos começaram em 1996 e, após mais de 8 anos, determinaram em 19 de Abrilde 2005 a sentença a prisão perpétua do ex capitão-de-fragata Adolfo Francisco Scilingo, quem havia descrito em argentino os voos da morte..
Na Alemanha a 11 de Julho de 2001, o Tribunal de Nuremberg emitiu ordens de captura internacional contra o general Carlos Guillermo Suárez Mason pela sua responsabilidade no assassinato da socióloga alemã Elisabeth Kaesemann em Maio de 1977 em Buenos Aires. Mais tarde, a 21 de Dezembro de 2001 o mesmo Tribunal de Nuremberg emitiu ordens de captura contra o Almirante Emilio Eduardo Massera, o Coronel Pedro Alberto Durán Saenz, e o General Juan Bautista Sasiain, pelas suas responsabilidades no assassinato de Elisabeth Kaesemann. Os pedidos de extradição à Alemanha destes acusados foram recusados pelo poder judiciário da Argentina.
A 28 de Novembro de 2003, a pedido da Promotoria de Nuremberg, o Tribunal dessa cidade emitiu ordens de captura contra o ex Presidente da Junta Militar Jorge Rafael Videla, o ex Almirante Emilio Eduardo Massera, também integrante da Junta de Governo da ditadura militar, e o ex General Carlos Guillermo Suárez Mason, pela sua responsabilidade nos homicídios dos cidadãos alemães Elisabeth Käsemann e Claus Zieschank, na Argentina.
Os juízos na Europa cumpriram um importante rol de pressão ao poder judiciário e ao governo argentino, que finalmente, após cerca de 30 anos depois do golpe de estado, anularam as leis de impunidade, para julgar no próprio país os acusados pelos delitos de direitos humanos à época da ditadura militar, e assim evitar ter de extraditá-los ao exterior, como estavam a reclamar tribunais da Espanha, Itália, França e Alemanha.

## Processos de reparação
A 30 anos do golpe de estado, ainda havia muitos  casos desconhecendo o acontecido com os seus familiares, e grupos como Avós da Praça de Maio e Mães da Praça de Maio dedicam-se à procura dos seus netos, filhos de desaparecidos, que foram roubados e criados por outras famílias, em muitos casos, dos mesmos militares que tinham torturado os seus pais.
A 4 de Agosto de 2006 foi condenado pela primeira vez um responsável direto pelos desaparecimentos. Foi o ex suboficial da Policia Federal Argentina Julio Simón, também conhecido como "Turco Julián", que foi condenado a 25 anos de prisão . Simão fora beneficiado pela Lei de Ponto Final e a Lei de Obediência Devida, as quais evitaram o começo de julgamentos a ex repressores.

## Impacto na cultura
Numerosas obras artísticas tomaram como tema central o desaparecimento forçado de pessoas na Argentina. Segue-se uma breve lista:
- Dinosaurios (1983), conhecida canção do músico argentino Charly García publicada no seu álbum Clics Modernos.[8]
- Preso sem nome, cela sem número (1982), livro de Jacobo Timerman sobre o seu próprio desaparecimento nos centros clandestinos de detenção da ditadura argentina de 1976-1983.
- Proteo (1979), romance de Morris West[9]

Outras obras artísticas relatam o desaparecimento forçado em outros lugares do mundo.
- They Dance Alone (1988), canção escrita pelo músico britânico Sting, centrada nomeadamente nas mães dos desaparecidos chilenos.
- Desaparecimentos (1984), escrita pelo músico panamenho Rubén Blades, a canção não referência pontualmente a situação política/geográfica, foi escrita em referência aos casos de desaparecimentos no Panamá, mas foi interpretada pela banda argentina Los Fabulosos Cadillacs.